# Hush (Asobi Seksu)
Hush è il terzo album in studio della band di musica shoegaze americana Asobi Seksu. È stato pubblicato il 17 febbraio 2009 su Polyvinyl Record Co., segnando la prima uscita della band sull'etichetta.
Comprendeva quattro singoli: Me & Mary, che ha preceduto l'uscita dell'album il 17 novembre 2008; Familiar Light, pubblicato il 16 febbraio 2009; "Transparence", pubblicato il 21 agosto 2009; e Layers, pubblicato il 7 dicembre 2009.
Hush è stato registrato nell'estate del 2008 ed è stato prodotto da Chris Zane, che ha lavorato al loro album precedente, Citrus. L'album ha mostrato un passaggio dal lavoro più ispirato allo shoegaze delle versioni precedenti a un suono dream wawe dolce.
La canzone Layers è stata descritta nell'episodio The Born Identity della terza stagione della serie TV Ugly Betty.

## Tracce
1. Layers – 4:00
2. Layers – 3:22
3. Sing Tomorrow's Praise – 3:34
4. Gliss – 4:03
5. Transparence – 3:48
6. Risky and Pretty – 0:44
7. In the Sky – 3:40
8. "Meh No Mae" – 4:03
9. Glacially – 4:18
10. I Can't See – 4:17
11. Me & Mary – 3:07
12. Blind Little Rain – 4:34